# 皮夫登內 (皮夫登內市鎮)
皮夫登内（羅馬化：Pivdenne，直译：「南方」），又按俄语名译为皮夫坚诺耶，是乌克兰哈爾科夫州哈爾科夫區皮夫登内市镇的城市及行政中心。该市面积16.93平方公里，2022年人口数量为7,319人。

## 備註
1. ↑  俄語：